# Cheniere Energy
Cheniere Energy ist ein amerikanischer Energiekonzern mit Sitz in Houston. Er betreibt das Flüssigerdgasterminal Sabine Pass an der Grenze zwischen Texas und Louisiana (). Dieses war ursprünglich 2005–2009 als Terminal für den Import von Gas erbaut worden. Aufgrund des Schiefergas-Booms in den USA wurde jedoch entschieden, es in ein Export-Terminal umzuwandeln. Im Mai 2016 wurde die erste Verflüssigungsanlage (englisch train) in Betrieb genommen. Geplant sind fünf weitere, sodass die Gesamtkapazität auf 27 Mio. t pro Jahr (mtpa) steigt. Das erste LNG nach Europa wurde im April 2016 mit einem Schiff von Teekay nach Portugal geliefert.
In Corpus Christi wird derzeit ein zweites Terminal mit einer geplanten Kapazität von 22,5 mtpa gebaut.
Cheniere Energy betreibt außerdem die Creole Trail Pipeline und die Corpus Christi Pipeline.

## Geschichte
Charif Souki übernahm 1996 eine Mantelgesellschaft und benannte sie in Cheniere—Cajun um. 2001 kündigte er an, LNG-Importterminals an der Südküste der USA errichten zu wollen. Bis 2005 hatte er 2 Mrd. US-Dollar Investorenkapital eingesammelt und begann mit dem Bau. Bei der Eröffnung des Importterminals in Sabine Pass am 21. April 2008 war dieses aufgrund der veränderten Rahmenbedingungen jedoch praktisch wertlos geworden. Da jedoch der Ölpreis stieg, wurde der Erdgas-Export aufgrund der Ölpreisbindung preislich attraktiv. Im Oktober 2011 konnte er einen Gasvertrag mit der BG Group abschließen. Nachdem Souki weiteres Geld eingeworben hatte, konnte der Umbau des Terminals (Verflüssigungsanlagen) starten.
Obwohl das Unternehmen noch nie Gewinn abgeworfen hat, zahlte Souki sich Multimillionengehälter. Auf Drängen von Carl Icahn musste er im Dezember 2015 zurücktreten.

## Struktur
An der Börse notiert neben Cheniere Energy auch die Cheniere Energy Partners Holdings (ISIN US16411W1080). Die Tochtergesellschaft soll jedoch von der Muttergesellschaft übernommen werden.